# 기독교제주방송
기독교제주방송(상호명 : 제주씨비에스, 약칭 : 제주CBS, 영어: Jeju Christian Broadcasting System)은 개신교계 방송 중 하나로서, 대한민국 제주 전 지역의 민영 방송이다.
지상파 라디오 방송국을 가지고 있으며, 씨비에스 기업집단의 주력 업체로 CBSi, 노컷뉴스 등 다수의 계열사를 아래에 두고 있다.

## 역사

### 1990년대
- 1999년 5월 13일  CBS제주방송 및 서귀포중계소 허가 추천(문화관광부)

### 2000년대
- 2000년 3월 27일 CBS제주방송 및 서귀포중계소 허가 취득 (정보통신부) 주파수 - 제주 : 93.3(MHz) 서귀포 : 90.9(MHz) 출 력 - 제주 :3KW  서귀포 : 1KW 권 역 - 제주시, 남제주군, 북제주군, 서귀포시
- 2000년 5월 28일 CBS제주방송 임현모 설립본부장 취임
- 2000년 8월 8일 CBS제주방송 설립허가 기념예배 및 설명회
- 2000년 10월 31일 CBS제주방송 설립추진위원회 창립총회 (위원장 :이은태목사)
- 2000년 11월 8일 CBS제주방송 설립추진위원회 1차 임원회 회칙제정, 고문, 지도위원, 실행위원 조직
- 2001년 2월 12일 CBS제주방송 설립추진위 임원 및 실행위원 감사연석회의 방송장비 구매업체 선정 결의, 스튜디오 공사업체 선정결의
- 2001년 3월 12일 CBS제주방송 설립추진위 임원, 실행위원, 감사연석회의 개국일자 , 직원 모집 등 결의
- 2001년 4월 16일 신규직원 합격자 발표
- 2001년 5월 21일 시험방송
- 2001년 6월 12일 CBS제주방송 개국
- 2001년 6월 15일 CBS제주방송 개국기념 “성가합창제”(제주도문예회관)
- 2001년 6월 28일 CBS제주방송 운영이사회 창립총회 (운영이사장: 제광교회 담임목사 이은태목사)
- 2001년 7월 16일 운영이사장, 이사 취임식 및 설립추진위원회 결산보고
- 2001년 12월 8일 CBS소년소녀합창단 창단 연주회(제주도문예회관)
- 2001년 12월 21일 소년소녀 가장돕기 “2001 크리스마스 캐롤의 밤” (제주한라대학아트홀)
- 2002년 2월 26일 CBS아가페합창단 정기연주회(제주도문예회관
- 2002년 3월 14일 서울 모테트합창단 초청연주회(제주도문예회관)
- 2002년 5월 21일 개국1주년 기념 “빅3콘서트” (바리톤 김동규, 테너 최승원, 소프라노 김향란 / 제주도문예회관)
- 2002년 5월 27일 노문화 전도사 찬양부흥회(제주영락교회)
- 2002년 6월 3일 성가합창제 (CBS소년소녀, 아가페, 여성합창단 / 제주도문예회관)
- 2002년 6월 10일 개국1주년 기념예배 (제주오리엔탈호텔)
- 2002년 12월 16일 불우이웃돕기 2002크리스마스 캐롤의 밤 개최 (제주도문예회관)
- 2003년 1월 8일 월드비전 어린이합창단 초청 신년음악회 (장소:제주영락교회)
- 2003년 4월 27일 샌프란시스코 메스터코랄 ↔ CBS제주방송 여성합창단 자매결연 및 초청연주회 (제주영락, 제주성안교회)
- 2003년 6월 2일 개국 2주년 감사예배 (제주오리엔탈호텔)
- 2003년 6월 2일 개국2주년 기념 러시아국립볼쇼이오페라극장 솔리스트 초청공연 (제주한라대학아트홀 대극장)
- 2003년 6월 11일 개국2주년 감사예배 (제주오리엔탈호텔)
- 2003년 7월 10일 제2대 본부장 한국연 취임
- 2003년 10월 21일 하멜 제주 표착 350주년 기념 네덜란드 인트로단스 청소년 앙상블 초청공연 (장소 : 제주도 문예회관 대극장)
- 2003년 11월 8일 CBS제주방송 소년소녀 합창단 제3회 정기연주회 (장소 : 제주도 문예회관 대극장)
- 2003년 12월 16일 2003 크리스마스 캐롤의밤 (장소 : 제주도 문예회관 대극장)
- 2003년 12월 20일 디지털방송을 위한 네오미디어 오디오파일 설치
- 2004년 2월 24일 CBS제주방송 여성합창단 창단연주회 (장소 : 제주도 문예회관 대극장)
- 2004년 2월 27일 CBS제주방송 서귀포중계소 이전 (삼매봉)
- 2004년 5월 3일 CBS제주방송 아가페합창단 정기연주회 (장소 : 제주도 문예회관 대극장)
- 2004년 6월 10일 개국 3주년 감사예배 (장소 : CBS제주방송 공개홀)
- 2004년 6월 17일 CBS제주방송 제3대 본부장 취임(김영희)
- 2004년 7월 23일 일본기획취재 3부작 “ 재일동포 주도 함빠를 찾아서 ” 제작
- 2004년 10월 30일 CBS제주방송 소년소녀합창단 정기연주회 (장소:제주도문예회관대극장)
- 2004년 12월 21일 2004 박종호와 함께하는 크리스마스 콘서트 개최
- 2005년 3월 3일 ‘일어나 빛을 발하라!’ 영상다큐멘터리 제작 개시 (제작기간 : 2006. 3. 3. - 6. 12.)
- 2005년 3월 27일 부활절연합예배 생중계방송 (제주시기독교교회협의회 주최 / 제주영락교회)
- 2005년 3월 30일 교회 방송시설 기술지원 사업개시
- 2005년 3월 30일 제1회 CBS환경세미나개최 (제광교회 / 강소 제주대 오덕철 교수)
- 2005년 6월 11일 창립4주년기념 감사예배 (글로벌하우스)
- 2005년 6월 12일 창립4주년기념 “볼쇼이 오페라 가수 초청 대공연” (한라아트홀)
- 2005년 6월 19일 창립4주년기념 (장소:제주도문예회관대극장)“한낮의 희망 찬송” 공개방송 (제주영락교회 / 조수아, 김명식, 제주지역 찬양팀)
- 2005년 6월 20일 Coffee Break 세미나 개최 (제광교회 / 강사 백은실)
- 2005년 7월 20일 제3회 CBS환경세미나개최 (YWCA / 강사 제주대 허 복 교수)
- 2005년 7월 20일 제주 CBS소년소녀합창단 유럽투어 연주회( 기간 : 7.20~8.1 / 경유국 : 오스트리아, 프랑스, 체고, 폴란드)
- 2005년 9월 24일 제주 CBS소년소녀합창단 정기연주회 (제주도문예회관대극장)
- 2005년 9월 30일 제4회 CBS환경세미나개최 (제광교회 노인대학 / 강사 홍성직 원장)
- 2005년 10월 17일 2교회음향세미나 개최 (오리엔탈호텔 연회장 / 강사 : 이수용교수)
- 2005년 12월 6일 크리스마스 성탄트리 점등행사 개최 (제주시기독교교회협의회와 공동주최) (해태동산 동쪽광장 / 이상은, 위드 출연)
- 2005년 12월 20일 2005 Love is .. 크리스마스캐롤의 밤 개최
- 2005년 12월 27일 제5회 제주CBS 환경세미나 개최 (글로벌하우스)
- 2006년 3월 1일 제4대 문영기 본부장 취임
- 2006년 3월 1일 제3회 CBS컵 크리스천 축구대회 개최 (8개팀 / 효돈축구공원)
- 2006년 4월 16일 부활절 새벽연합예배 생중계방송 (제주영락교회)
- 2006년 6월 13일 창립5주년기념 월드컵과 함께하는 도민화합큰잔치 행사개최 - 창립5주년기념식, 축하행사, 한국:토고 응원전 - 장소 : 서귀포월드컵경기장 - 출연 : 김동규, 파란, 렉시, 스윙 - 관전 : 20,000명
- 2006년 6월 21일 창립5주년기념 장경동목사와 함께하는 제주선교대회 - 장소 : 제주영락교회
- 2006년 9월 23일 실무운용자를 위한 디지털방송 영상세미나 개최 (제주영상미디어센터)
- 2006년 11월 4일 제주CBS소년소녀합창단 정기연주회 개최 (제주도문예회관대극장)
- 2006년 12월 3일 크리스마스 성탄트리 점등행사 개최 제주시기독교교회협의회와 공동주최(해태동산 동쪽광장)
- 2006년 12월 13일 제주CBS 여성합창단 정기연주회 개최 (제주도문예회관대극장)
- 2006년 12월 14일 나눔으로 함께하는 2006 캐롤의 밤 (제주도문예회관대극장) 미제이공동체 출연 : 자두, 우수, 더레이, 리즈, 오지헌, 에스더) 특별출연 : 제주CBS소년소녀합창단
- 2007년 2월 6일 제22회 제주CBS아가페합창단 정기연주회개최 (제주도문예회관대극장)
- 2007년 3월 1일 제4회 CBS컵 크리스천 축구대회 개최 (12개팀 / 효돈축구공원)
- 2007년 4월 5일 제주CBS 창립5주년기념, 제주선교100주년기념 Again1907 제주복음화대회 개최(제주영락교회 / 강사 김문훈 목사)
- 2007년 4월 8일 부활절 새벽연합예배 생중계방송 (제주영락교회)
- 2007년 11월 10일 제주CBS소년소녀합창단 제7회 정기연주회 (제주도문예회관대극장)
- 2007년 12월 13일 2007 희망 나눔 Love is... 캐롤의 밤 개최 (제주도문예회관대극장) : JULY(유리상장 이세준, 기타리스트 함춘호)
- 2008년 2월 26일 제23회 제주CBS아가페합창단 정기연주회개최 (제주도문예회관대극장)
- 2008년 3월 8일 제5회 CBS컵 크리스천 축구대회 개최 (효돈축구공원)
- 2008년 6월 10일 창립7주년기념 김동규초청음악회 개최 (제주도문예회관대극장)
- 2008년 7월 16일 제5대 정복수 본부장 취임 (제주그랜드호텔)
- 2008년 11월 15일 제주CBS소년소녀합창단 제8회 정기연주회 개최 (한라아트홀대극장)
- 2008년 12월 9일 2008희망나눔 콘서트Jazz & Carol 개최 (제주도문예회관대극장) - 출연:이정식 퀸텟,이광조,웅산,유엔젤중창단
- 2009년 5월 11일 제24회 제주CBS아가페합창단 정기연주회개최 (제주도문예회관대극장)
- 2009년 6월 15일 제6대 김봉남 본부장 취임 (취임예배 7월6일 제주CBS공개홀)
- 2009년 6월 18일 제주CBS창립8주년기념 러시아 노보시비르스크 국립오페라발레극장 주역가수초청 갈라콘서트 개최 (제주도문예회관대극장) : 베로니카 지오에바(소프라노), 타티아나고르부노바(메조소프라노), 올렉비데만(테너), 막심아니스킨(바리톤), 인나피터스(피아노)

### 2010년대
- 2010년 4월 8일  제주CBS 아가페합창단 제25회 정기연주회 개최 (문예회관대극장)
- 2010년 6월 15일  창립9주년기념 안전이 함께하는 바리톤김동규 초청 특별음악회 ‘아름다운 당신에게’앙코르 (제주도문예회관대극장) - 출연: 바리톤 김동규, 소프라노 최정원, 크로스오버가수 손준호, 유엔젤중창단, 제주신포니에타, 지휘 이춘기 교수(제주대) - 주최: 제주CBS, 한국산업안전보건공단 - 후원: 노동부, 제주시자원봉사센터
- 2010년  11월 9일  2010 희망콘서트 Jazz in jeju (제주도문예회관대극장) - 출연: 곽윤찬 재즈콰르텟 (Bass 허진호, Drum 필윤, Trumpet 정광진), Vacal 리사, 성훈(브라운아이드소울), 엠퍼시 앙상블
- 2010년  12월 17일  제7대 민경중 본부장 취임(취임예배 2011년 1월17일 제주CBS 운산홀)
- 2011년 2월 17일  제주CBS 창립10주년기념 및 세계7대자연경관 선정 기원 ‘금난새의 해설이 있는 음악회’ (한라아트홀대극장) - 출연: 지휘 금난새, 연주 유라시안 챔버 오케스트라 피아노 유영욱, 바이올린 장은영, 오보에 이광일 - 주최: 제주CBS ※ 세계7대자연경관 홍보대사 위촉(금난새)
- 2011년 3월 7일  제주CBS창립10주년기념 아가페합창단 제26회 및 제주CBS 소년소녀합창단 제10회 정기연주회 개최 (문예회관대극장)
- 2011년 3월 21일  제주CBS 창립10주년기념 '제주교회를 위한 신천지 대책 세미나' (제주CBS 운산홀) - 강사: 탁지일 교수(부산장신대학교 교회사 교수) - 주최: 제주CBS, 제주기독신문 - 후원: 제주특별자치도기독교교단협의회, 한국기독교선교회
- 2011년 4월 26일  제주CBS 창립10주년기념 및 세계7대자연경관 선정 기원 '브라보 재즈 라이프' (문예회관대극장) - 출연: 한국재즈1세대밴드(류복성,신관웅,김수열,최선배,김준,박성연,이동기,임헌수) 섹스포니스트 이정식, 가수 장필순 - 주최 : 제주CBS
- 2011년 6월 13일  스마트미디어 스마트제주선교의 원년 제주CBS 창립10주년기념 '감사예배 및 기념식' (제주오리엔탈호텔 대연회장) - 설교: 김정서 목사(제주CBS운영이사장, 예장통합총회장) ※ 직원 근속자 포상
- 2011년 6월 15일  스마트미디어 스마트제주선교의 원년 제주CBS 창립10주년기념 '임동진 목사와 함께하는 제주선교대회' (제주성안교회 영광예배당) - 강사: 임동진 목사(기독교한국루터회 열린문교회)
- 2011년 8월 30일  제주CBS 창립10주년기념 및 세계7대자연경관 선정 기원 '조심조심코리아 장필순 썸머콘서트' (제주도문예회관대극장) - 출연진: 보컬(장필순, 한동준, 김광진, 오소영, 윤영배) 밴드(함춘호, 박용준, 김정렬, 신석철) - 주최: 제주CBS, 한국산업안전보건공단 제주지도원 - 후원: 고용노동부, 제주특별자치도 소방방재본부
- 2012년 2월 9일  제주CBS 창립11주년기념 및 2012 제주 세계자연보전총회 성공기원 ‘금난새의 해설이 있는 음악회’ (제주도문예회관대극장) - 출연: 지휘 금난새, 연주 유라시안 챔버 오케스트라 오보에 이희정, 바이올린 장은영 - 주최: 제주CBS - 일시 : 2012년 2월 9일(목) 19:30
- 2012년 2월 13일  Music Isle Festival in Jeju 2012 - 출연: 지휘 및 해설 금난새, 연주 유라시안 챔버 오케스트라 Piano Georgil Cherkin New Russian Quartet - 장소 : 제주신라호텔 - 주최 : 제주CBS
- 2012년 6월 11일  제주CBS 창립11주년 기념감사예배 (제주CBS 공개홀) - 설교 : 김정서 목사(제주CBS운영이사장, 예장통합 증경총회장) - 일시 : 2012년 6월 11일(월) 11:40 ※ 직원 근속자 포상
- 2012년 6월 18일  제주순례길 제1코스 순종의 길 개장식 - 일시 : 2012년 6월 18일(월) 14:00 - 장소 : 금성교회 - 구간 : 금성교회 및 금성-귀덕
- 2012년 6월 18일~20일  제주CBS 창립11주년기념 및 제주순례길 개장기념 제주선교대회 - 강사 : 장경동 목사, 김문훈 목사, 김학중 목사 - 일시 : 2012년 6월 18일(월), 19일(화), 20일(수) 19:30 - 장소 : 제광교회, 서귀포성결교회, 모슬포교회, 한림교회 - 주최 : 제주CBS - 후원 : 제주특별자치도기독교교단협의회 제주시기독교교회협의회 서귀포시기독교교회협의회 제주동부기독교교회협의회 제주서남기독교교회협의회 제주서북기독교교회협의회
- 2012년 6월 28일  특집프로그램 <우리는 외국인 선원, 노예가 아닙니다>_제작 김대휘 기자 제1회 인권보도상 수상 <한국기자협회, 국가인권위원회>
- 2012년 9월 3일  특집프로그램 <우리는 외국인 선원, 노예가 아닙니다>_제작 김대휘 기자 2012 한국방송대상 작품상 (지역다큐멘터리R부문) 수상 <한국방송협회>
- 2012년  10월 9일  제주CBS 창립11주년기념 다문화가정 초청 특별음악회 2012 Jazz In Jeju (제주아트센터) - 출연 : 프렐류드(고희안_피아노, 리차드로_색소폰, 한웅원_드럼, 최진배_베이스) 재즈보컬 신소이, 가수 장필순 - 일시 : 2012년 10월 9일(화) 19:30 - 주최 : 제주CBS
- 2012년  12월 20일  제8대 배재우 본부장 취임 - 취임예배 2012년 1월18일(금)11:00 제주영락교회 소예배실 - 설교 : 김정서 목사(제주CBS운영이사장, 예장통합 증경총회장)
- 2013년 2월 14일  제주세계환경수도 기원 및 제주CBS창립12주년기념 가족과 함께하는 특별한 음악회 ‘금난새의 해설이 있는 음악회’(제주도학생문화원 대극장) - 출연 : 지휘 및 해설 금난새 - 연주 : DUO KEMI, 유라시안 챔버 오케스트라 - 일시 : 2013년 2월 14일(목) 19:30 - 주최 : 제주CBS - 후원 : 제주특별자치도

## 방송 송출 시설망
| 제주CBS 라디오 | 제주CBS 라디오 | 제주CBS 라디오 | 제주CBS 라디오 | 제주CBS 라디오                             |
| 송신소         | 주파수         | 출력           | 호출부호       | 송신소 위치                                |
| -------------- | -------------- | -------------- | -------------- | ------------------------------------------ |
| 견월악 송신소  | FM 93.3㎒      | 3㎾            | HLKO-FM        | 제주 제주시 봉개동 산78-1 (JIBS 제주방송)  |
| 어음 중계소    | FM 90.9㎒      |                | HLKO-FM        | 제주 제주시 애월읍 어음리 산72-4           |
| 삼매봉 중계소  | FM 90.9㎒      | 1㎾            | HLKO-FM        | 제주 서귀포시 서홍동 822-1 (JIBS 제주방송) |

### 라디오 시보 멘트
- FM 93.3MHz, 서귀포 90.9MHz 바르고 따뜻한 세상을 만드는 방송 제주CBS입니다. HLKO

## 같이 보기
- KBS제주방송총국
- 제주MBC
- JIBS
- febc 제주극동방송
- TBN 제주교통방송
- BBS 제주불교방송
- 제주국악방송
- 서귀포국악방송
- 국방FM
- 아리랑 라디오